# MTV Unplugged - Live in Athens
MTV Unplugged - Live in Athens es el sexto álbum en vivo de la banda alemana de hard rock y heavy metal Scorpions, publicado en 2013 por Sony Music. A finales de 2012, MTV propuso a la banda ser parte del programa de conciertos MTV Unplugged, una oferta que los integrantes habían rechazado en dos ocasiones anteriores por diversos motivos. Una vez confirmada la empresa, ambas partes acordaron realizar el primer espectáculo de la serie al aire libre, para lo cual eligieron el anfiteatro del Monte Licabeto, en Atenas. La decisión de hacerlo en esa ciudad se debió a varios factores, aunque el principal motivo fue que la banda quería retribuir de alguna manera el apoyo incondicional de sus fanáticos griegos.
Durante la preproducción, el guitarrista Matthias Jabs y los productores Mikael Andersson y Martin Hansen seleccionaron y arreglaron las canciones. Gracias a la inclusión de nuevos instrumentos, permitió cambiar el sonido, el tempo y el género musical de algunas de ellas. En total, se agendaron tres conciertos para el 11, 12 y 14 de septiembre de 2013, pero solo los dos primeros fueron grabados. Para el evento, la banda contó con el apoyo de más de una decena de músicos, entre los que se encontraban los productores, una sección de cuerdas y tres vocalistas invitados.
Una vez que salió al mercado en varios formatos, entre ellos doble disco compacto y DVD, recibió en general críticas positivas por parte de la prensa especializada. Los aspectos mejor evaluados fueron la interpretación de los músicos, los arreglos, el sonido, la calidad vocal de Klaus Meine y la lista de canciones. En contraparte, algunos reseñadores tuvieron opiniones variadas sobre la participación de los vocalistas invitados. En cuanto a la recepción comercial, logró posiciones medias en las principales listas musicales mundiales. Su éxito recayó principalmente en Alemania, en donde alcanzó el puesto 5 en el Media Control Charts. Además, tanto el registro de audio como el audiovisual obtuvieron la certificación de disco de oro por la Bundesverband Musikindustrie.
Como parte de la promoción del álbum, Sony publicó tres sencillos promocionales en determinados países: las versiones en vivo de «Rock You Like a Hurricane» y «Still Loving You» y la de estudio de «Passion Rules the Game». Además, publicó en YouTube los videoclips de «Dancing with the Moonlight», «Where the River Flows», «Passion Rules the Game» y «Rock You Like a Hurricane», aunque este último contó con breves imágenes del making of. Debido al éxito en Alemania, en 2014 la banda interpretó el espectáculo en vivo únicamente en Kempten, Múnich, Colonia, Hamburgo y Stuttgart.

## Antecedentes

Antes de concretar el evento de 2013, en dos ocasiones MTV le habría ofrecido a Scorpions ser parte del MTV Unplugged.

El 24 de enero de 2010, Scorpions anunció que pondría fin a su carrera y se despediría del público con la gira de conciertos Get Your Sting and Blackout World Tour. Iniciada el 15 de marzo en Praga (Austria), le permitió visitar varios países durante los siguientes meses y, en un principio, contaba con presentaciones en vivo hasta 2011. Debido al éxito que estaba teniendo, la presentación del 15 de abril de 2011 en Sarrebruck (Alemania) se grabó para el posterior álbum en vivo y DVD en 3D, Live 2011: Get Your Sting and Blackout. Además, con la idea de tener material discográfico para extender la gira, Sony Music exigió a la banda que grabara un nuevo disco. Así, Scorpions registró el álbum de regrabaciones y versiones Comeblack, que salió a la venta el 4 de noviembre de 2011 en Europa, coincidiendo con la nueva extensión de la gira llamada Final Sting, que incrementó el número de conciertos hasta el 17 de diciembre de 2012. En enero de 2013, la banda canceló sorpresivamente los planes de retirarse, ya que, en palabras del vocalista Klaus Meine: «Una cosa es decir: "Este va ser el fin de los Scorpions" y otra cosa es hacerlo». Maine alegó que el cambio de decisión se dio de manera gradual durante el tour.
Para finales de 2012, MTV le ofreció a la banda ser parte de la serie MTV Unplugged. Cabe señalar que el canal de televisión ya le había propuesto esta idea primeramente en 1988, pero Scorpions se rehusó porque, para entonces, estaba grabando el álbum Savage Amusement (1988). Más adelante, MTV intentó contactarse con los integrantes nuevamente, aunque en esta ocasión debieron rechazarla porque estaban realizando la gira promocional de Crazy World (1990). El concepto de hacer un evento en formato acústico permaneció en agenda por años, pero por diversos motivos nunca pudo concretarse. No fue sino hasta 2001, tras un positivo estado anímico de experimentar con proyectos paralelos luego del crossover Moment of Glory (2000), que la banda editó por su cuenta el álbum unplugged Acoustica, publicado el 14 de mayo de 2001 por East West Records. En una entrevista posterior, Meine señaló que la oferta de MTV fue como la «guinda del pastel» después de una larga trayectoria y que se sintieron honrados de ser parte de la «familia de MTV Unplugged».

## Grabación

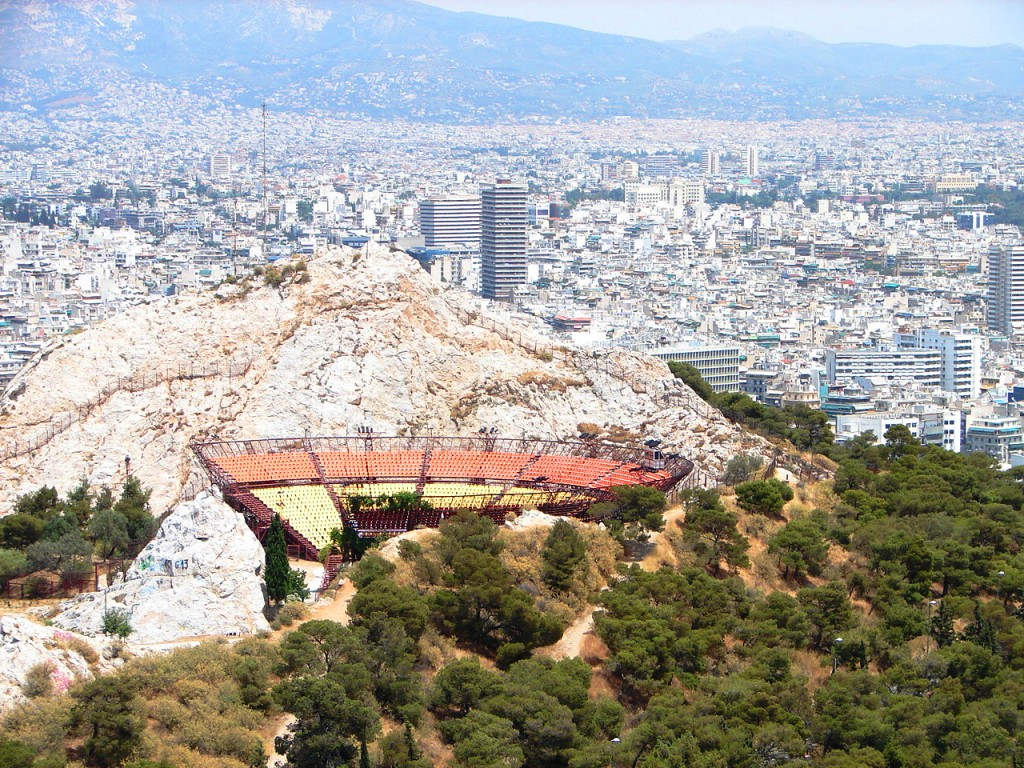
La grabación se llevó a cabo en el anfiteatro del Monte Licabeto, en Atenas (Grecia).

Para entonces, los espectáculos de MTV Unplugged se hacían en recintos cerrados ante una pequeña cantidad de público, de manera que tanto la banda como el canal de televisión acordaron desafiarse a sí mismos y crear la primera presentación de la serie al aire libre. Para ello, buscaron un edificio a cielo abierto, y fue el productor y promotor griego Alex Alexopoulos quien convenció a MTV y Sony de realizarlo en un teatro de Grecia. En primera instancia, consideraron la Acrópolis de Atenas, pero el espacio era reducido, la calidad sonora limitada y existían muchas restricciones por parte del gobierno. Finalmente, escogieron el anfiteatro del Monte Licabeto, en la misma ciudad. La elección se debió a varios factores, uno de los cuales fue el clima, pues para septiembre, mes escogido para la grabación, Grecia es uno de los pocos países europeos que aún mantiene una temperatura agradable para este tipo de conciertos. Además, se tuvo en consideración la ubicación, ya que al estar situado en la parte más alta de la ciudad, otorgaba un «entorno hermoso», según Meine. No obstante, el motivo principal fue que la banda quería retribuir el apoyo incondicional de sus fanáticos griegos, pues, hasta ese momento, sus tres últimos álbumes de estudio —Unbreakable (2004), Humanity: Hour I (2007) y Sting in the Tail (2010)— habían alcanzado el primer puesto en la lista musical nacional. Además, de acuerdo con Blabbermouth.net, durante varios años el público griego había votado a Scorpions como uno de los artistas más populares, su álbum recopilatorio Best era uno de los más vendidos y, hasta 2009, más de 150 000 personas habían presenciado sus conciertos en Grecia.
En total, se agendaron tres conciertos para el 11, 12 y 14 de septiembre de 2013, aunque solo los dos primeros fueron grabados. Los espectáculos comenzaban a las 20:30 (hora local) y las entradas tenían un costo general de 38 €, además de una cantidad limitada de 30 € para estudiantes y niños. Realizados con una temperatura ambiente de 27 °C, gran parte del material que figuró en el álbum se tomó del día 12. Los ejecutivos del canal querían mantener la tradición de la atmósfera íntima de la serie, por lo que no debía ser un gran espectáculo de rock. El objetivo era que tanto los músicos como el público permanecieran sentados y que el verdadero foco del concierto fuese la música. Sin embargo, Meine comentó que fue imposible mantener al público en sus asientos, pues estaban «alocados», y afirmó que «fue una configuración fantástica». Para los días de la grabación, se redujo la capacidad del anfiteatro a tres mil personas, aunque seguía siendo un número considerable para un evento de este tipo. Para el concierto del 14 de septiembre, la banda tocó con el aforo completo de ocho mil espectadores. La producción, tanto del registro de audio como del audiovisual, quedó a cargo de los suecos Mikael Andersson y Martin Hansen, mientras que Mats Lindorfs realizó la masterización del audio en los estudios Cutting Room de Estocolmo (Suecia). Por su parte, Sven Offen fue el responsable de la dirección del registro audiovisual, con Jörg Jungwrirth como representante de producción.

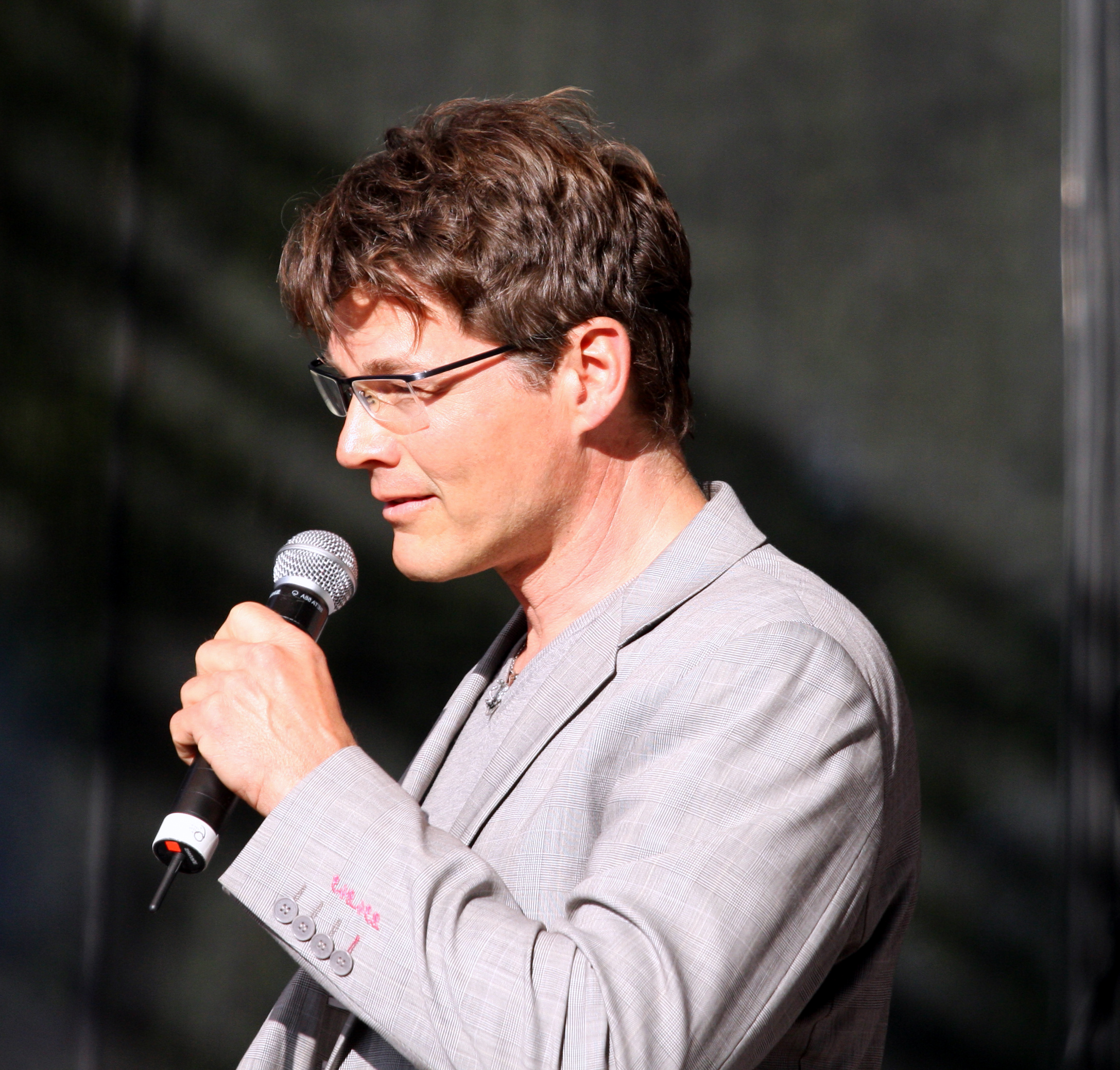
Morten Harket fue uno de los tres vocalistas invitados.

La banda contó con el apoyo de varios músicos sobre el escenario, como Mikael Andersson, quien interpretó la guitarra, mandolina, slide, la guitarra Weissenborn y coros, y Martin Hansen, quien se encargó de la guitarra, piano, armónica y coros. Adicionalmente, participaron como invitados Ola Hjelm (guitarra y coros), Pitti Hecht (percusión y coros), Ingo Powitzer (guitarra y guitarra barítono) y Hans Gardemar (acordeón, piano y coros), así como una sección de cuerdas llamada Strings for Heaven, conformada por las violinistas Irina Shalenkova, Elena Shalenkova y Ewa Moszynska, los celistas Alexandros Botinis y Marcela Bassiou-Bineri y los violistas Lilia Giousoupova y George Gaitanos. Además, para la canción «Born to Touch Your Feelings», contaron con la presencia de la actriz griega Dimitra Kokkori, que relata la poesía final del tema.
Para determinadas canciones, Scorpions consideró tener invitados especiales, como amigos, conocidos o artistas contemporáneos a ellos que estuvieran ligados al mundo del hard rock y el heavy metal. Aunque no existieron propuestas oficiales, en entrevistas posteriores Meine y Schenker comentaron que habían pensado en músicos como Steven Tyler, David Coverdale, Jon Bon Jovi, Alice Cooper, Slash, Richie Sambora o Lemmy Kilmister. Sin embargo, dado que la división alemana de MTV estaba a cargo, los ejecutivos del canal exigieron incluir artistas locales emergentes, para aprovechar el proyecto y que sirviera de vitrina para ellos. Por esta razón, en «In Trance» figuró la cantante Cäthe, mientras que en «Rock You Like a Hurricane» apareció el vocalista de Revolverheld, Johannes Strate. Sobre este último, Schenker relató que lo conocieron medio año antes en una ciudad rusa, cuando su representante los contactó porque quería asistir a uno de sus conciertos, así que les dieron unos pases y terminaron conversando con él tras bambalinas. Por su parte, el vocalista de A-ha, Morten Harket, cantó en «Wind of Change». Cabe señalar que los tres vocalistas interpretaron las respectivas canciones a dueto con Meine.

## Composición

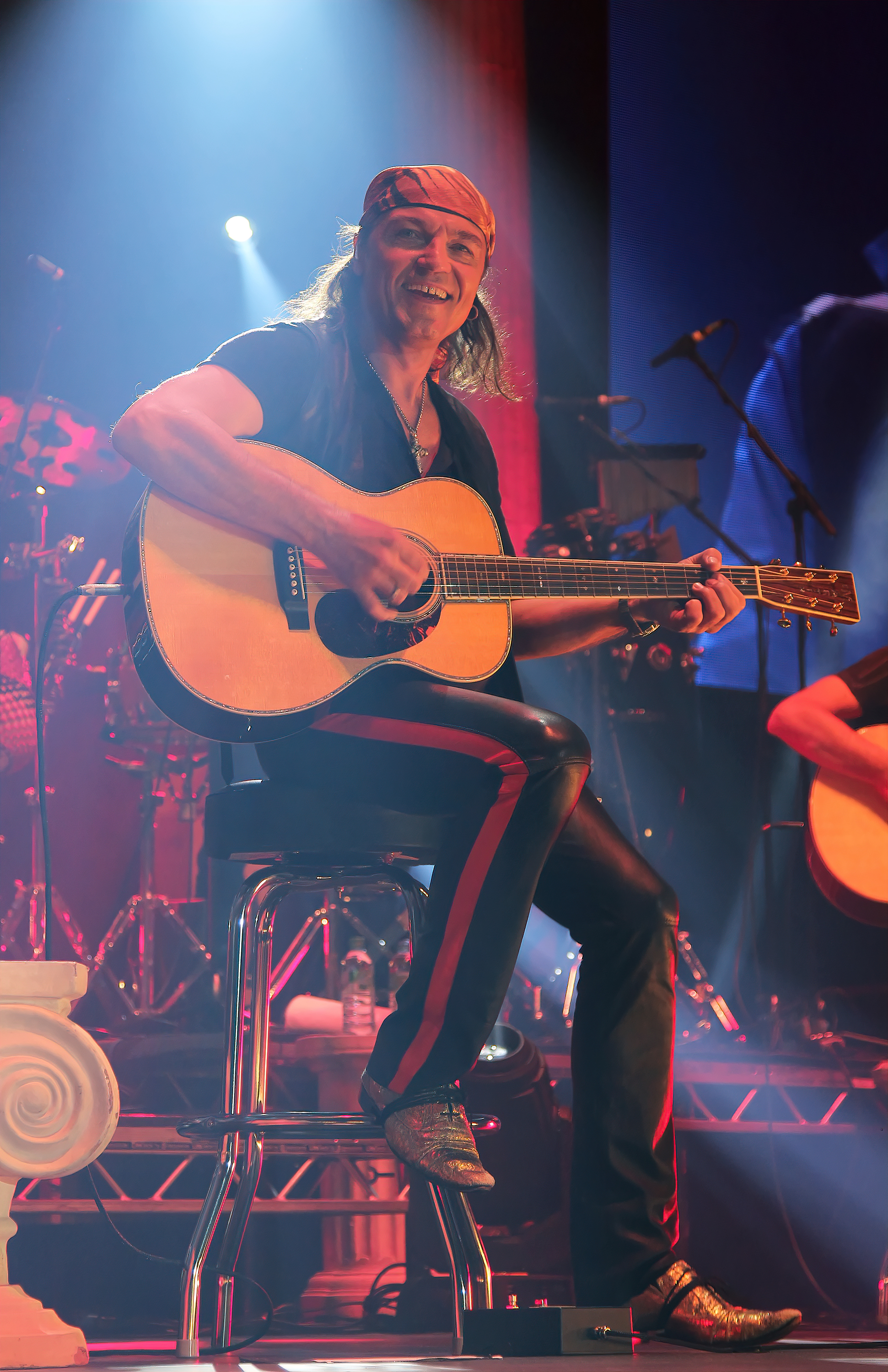
Matthias Jabs, junto con los productores, estuvieron a cargo de los arreglos de las canciones.

Tras llegar a un acuerdo con MTV, la banda tuvo seis meses para preparar el concierto. En primer lugar, los integrantes escribieron una lista con las canciones que querían interpretar, enfocada en aquellas que nunca habían tocado en vivo, pero también estimaron crear composiciones exclusivas. Con esa idea en mente, inicialmente no querían incluir sus mayores éxitos, como «Wind of Change» o «Rock You Like a Hurricane», puesto que ya habían sido trabajadas en el disco Acoustica de 2001, aunque finalmente las terminaron agregando por insistencia de los ejecutivos. Según Schenker, MTV les dijo: «No, son canciones muy importantes y deben ponerlas en el álbum». A su vez, el canal pidió que incluyeran versiones de otros artistas, pero la banda rechazó la idea al darse cuenta de que, tras probar con algunas, no funcionaban con el resto del material. Con el objetivo de tener un espectáculo dinámico, evitaron contar con muchas canciones lentas, por lo que decidieron arreglar varias roqueras. Entre ellas, añadieron algunas que nunca habían considerado tocarlas con guitarras acústicas, como las metaleras «Blackout» y «Hit Between the Eyes».
A finales de febrero de 2013, el guitarrista Matthias Jabs viajó a Estocolmo para reunirse con los productores y entre los tres seleccionaron las canciones que serían parte del evento. Durante una semana arreglaron ocho temas junto con el músico sueco Hans Gardemar, un proceso que «fue fácil, pero para algunas de las canciones que todo el mundo conoce, representó un desafío mucho mayor», según Jabs. Para conseguir un «sonido más grande», los arreglos se pensaron para tener cinco guitarras afinadas en distintas tonalidades, incluyendo afinaciones abiertas y el uso de capos. Por esta razón, contaron con cincuenta y seis guitarras en el escenario. Al principio, pensaron en crear un octeto —un grupo musical de ocho músicos—, pero en algunas canciones terminaron con arreglos para dieciocho personas, para instrumentos como arpa, mandolina, acordeón, piano o armónica. Tras una semana en Estocolmo, los productores y Jabs viajaron a Alemania para presentarles los arreglos a Meine y Schenker, con la idea de que las oyeran y determinaran qué les gustaba o qué había que modificar. En total, durante el proceso de preparación, retrabajaron entre treinta y cuarenta canciones, pero para la producción escogieron veinticinco.
La incorporación de nuevos instrumentos permitió cambiar el sonido, el tempo y el género musical de determinadas canciones. De hecho, Meine señaló que algunas terminaron con un aire de country o música wéstern. Para los arreglos de la sección de cuerdas, se inspiraron en «Kashmir» de Led Zeppelin, con el objetivo de conseguir un sonido del Medio Oriente, audible en «In Trance» y «Speedy's Coming». En esta última, además, cambiaron parte de su letra. La pista inicial, «Sting in the Tail» —del álbum homónimo de 2010—, está arreglada en estilo cajún, y presenta punteos de mandolina y un ritmo de palmas que realza el riff de la guitarra, acercándola a la americana. «Wind of Change» tuvo un cambio más simplificado, pues la banda la tocó principalmente con una guitarra rítmica, piano y acordeón. Jabs afirmó que no estaba seguro de incorporar el acordeón en los arreglos, pero una vez que Gardemar lo trajo consigo e improvisaron junto con dos guitarras un tango en «Still Loving You», quedaron abrumados por la interpretación. Por su parte, la mandolina fue la protagonista en «Hit Between the Eyes» y «Rock You Like a Hurricane», dándoles un toque griego; sobre la última, Meine señaló: «Ahora se siente como una canción griega». En cambio, la banda tuvo que omitir los solos de guitarra de «No One Like You», tanto el de la introducción como el principal, ya que Jabs no pudo transcribir los fills de la guitarra eléctrica a la acústica. Para solucionarlo, crearon una «cuestión melódica» con la guitarra rítmica y la mandolina.

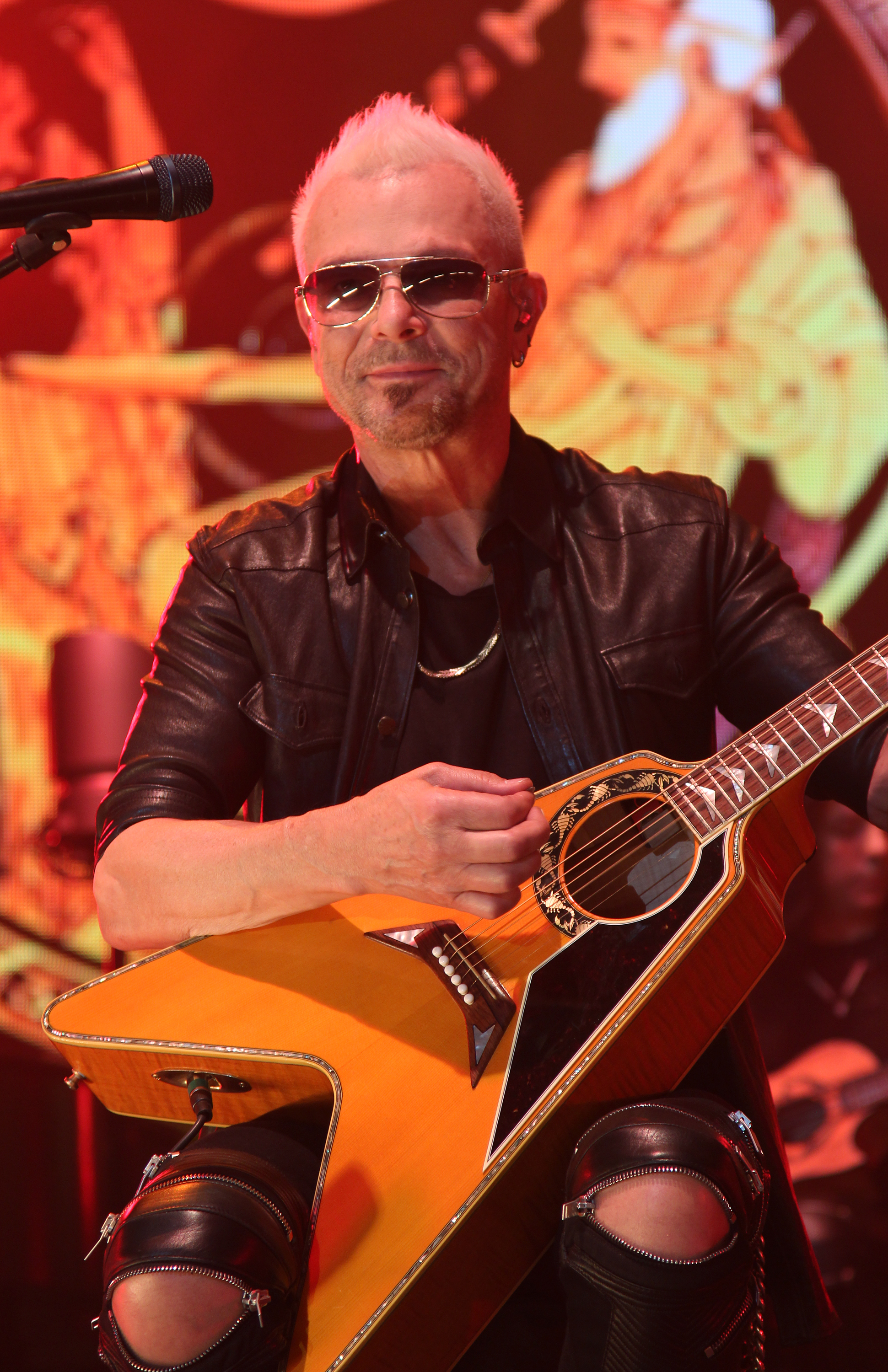
Rudolf Schenker en uno de los conciertos acústicos realizados en Alemania en 2014.

La producción incluye cuatro canciones que nunca antes habían sido interpretadas en vivo: «Born to Touch Your Feelings», «When You Came Into My Life», «Where the River Flows» y «Passion Rules the Game». La primera fue una elección de Schenker, pues consideraba que tenía «mucha alma y mucho corazón» para estar en el álbum. Con el acordeón como protagonista, los arreglos aportaron tal emotividad que la actriz que relata la poesía terminó llorando en el escenario durante la conclusión. Jabs explicó que tener varios coristas, como Andersson, Hansen y Hjelm, ayudó para incluir a «Passion Rules the Game», ya que no la habían ejecutado con anterioridad porque la voz principal se solapaba en el estribillo. La armónica fue la nueva característica de «Where the River Flows», mientras que el sitar lo fue en «When You Came Into My Life». Schenker señaló que, como la compuso con Meine y los músicos indonesios Titiek Puspa y James F. Sundah, tenía un «sabor muy asiático». Por ese motivo, cambió la guitarra de doce cuerdas por el sitar, aunque no le resultó sencillo aprender a tocarlo.
«Rock and Roll Band» y «Dancing with the Moonlight» son dos pistas nuevas que provenían de un proyecto de 2011 llamado Outtakes, que consistía en recuperar canciones inacabadas escritas en los años ochenta para un futuro disco. Aunque la idea no prosperó debido a la gira de despedida, la banda optó por añadir estas dos, pero antes les modificó la letra. Luego de que Meine se enterara por intermedio de los productores de que Schenker tenía una nueva composición, surgió la idea de que él y ambos guitarristas tuviesen la oportunidad de interpretar una pista como solistas. «Love is the Answer» es una balada en piano que escribió Schenker mientras viajaba en el tren Transiberiano en una de las giras por Rusia. Para entonces solo tenía la melodía, pero luego agregó la letra y la grabó en una maqueta para mostrárselas a sus compañeros. Meine lo alentó para que la cantara, algo que no hacía desde hacía años. Jabs, por su parte, llegó con «Delicate Dance», una pieza instrumental de glam psicodélico y boogie woogie-folk, que compuso mientras estaba en Estocolmo. Su inclusión fue más bien una sugerencia de Meine pues, como el concierto tendría una duración superior a las dos horas, propuso añadirla para que su voz descansara un momento. Por último, el vocalista presentó «Follow Your Heart», la cual tocó en vivo interpretando él mismo la guitarra electroacústica; de hecho, esta fue la primera ocasión en la historia de Scorpions que Meine cantó sin sus compañeros en el escenario.

## Lanzamiento y reediciones

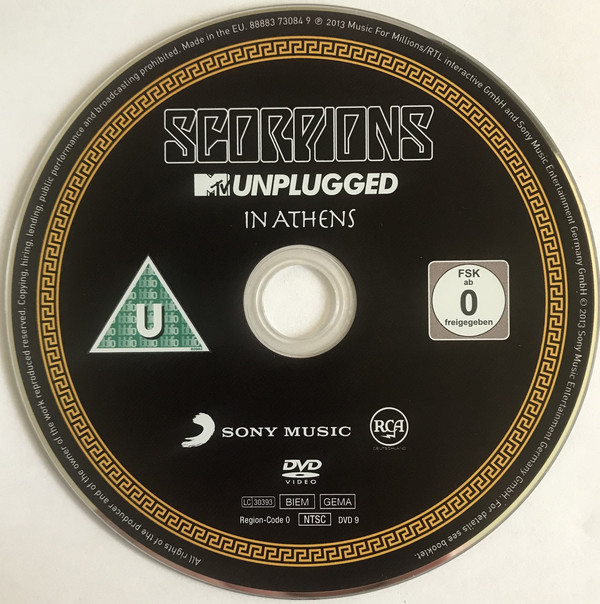
El concierto también fue editado en DVD

MTV Unplugged - Live in Athens se publicó el 29 de noviembre de 2013 en cincuenta países a través de Sony Music. Dependiendo del mercado, salió en distintos formatos físicos; por ejemplo, la versión de audio europea cuenta con veinticuatro canciones divididas en dos discos compactos o bien en tres LP. Adicionalmente, en ese continente también se lanzó una edición que contenía una versión de estudio de «Where the River Flows» como pista adicional, cantada a dúo con la artista alemana Ina Müller.
El 2 de diciembre de 2013, Sony, por medio de la filial RCA Deutschland, publicó una edición de lujo de un CD+DVD. Debido a la capacidad de almacenamiento, el disco compacto contó solo con dieciséis canciones y excluyó «Pictured Life», «Speedy's Coming», «Born to Touch Your Feelings», «The Best Is Yet to Come», «In Trance», «When You Came Into My Life», «Passion Rules The Game» y «Hit Between the Eyes». Por su parte, el DVD incluyó todo el espectáculo en vivo, incluyendo el solo de batería y percusión llamado «Drum-Athenica/Pitti vs. James». También en 2013 salió al mercado la edición audiovisual tanto en DVD como en disco Blu-ray, que incorporó como material exclusivo un documental sobre la realización del evento.
El 11 de diciembre de 2013, RCA Records lo editó en un doble disco compacto en Japón, mientras que el 21 de enero de 2014 se publicó en los Estados Unidos en el formato disco compacto y CD+DVD. El 11 de abril de 2014, se subió a las plataformas digitales de streaming un disco titulado MTV Unplugged: The Studio Edits, que consistió en diez canciones en su versión de estudio. Tres días más tarde, apareció en el mercado europeo la versión Tour Edition, que contenía el espectáculo en vivo dividido en dos discos compactos, el DVD con el espectáculo completo y el documental, más un tercer disco con las ediciones de estudio.

## Promoción

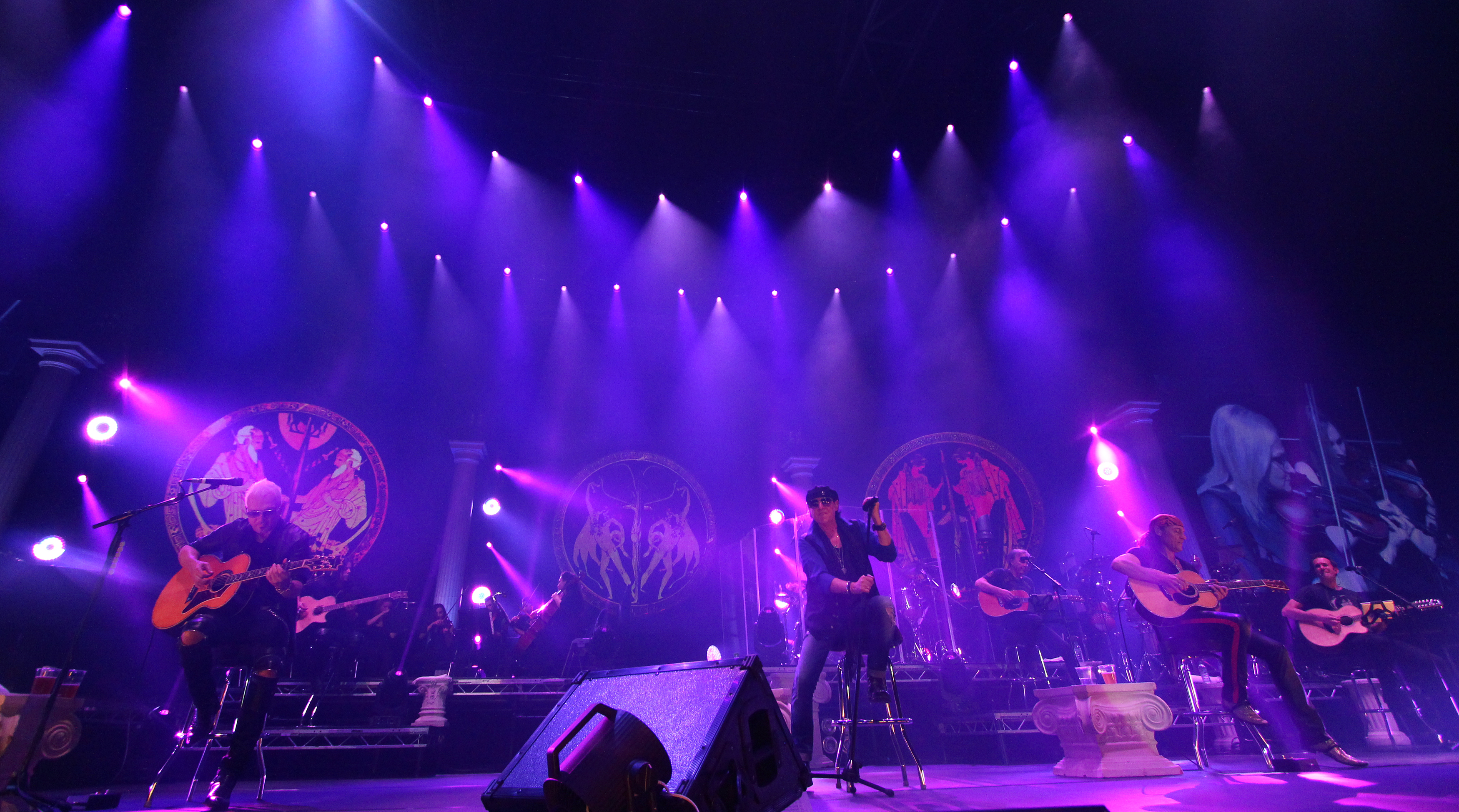
Scorpions presentó el concierto acústico en cinco ciudades alemanas en 2014. En la imagen, la banda en uno de esos eventos.

Aunque en la sección de discografía de la página web oficial de Scorpions no figura ningún sencillo extraído de MTV Unplugged - Live in Athens, Sony publicó tres canciones como promocionales, que estuvieron disponibles en determinados mercados. El 14 de febrero de 2014, salió a través de descarga digital «Rock You Like a Hurricane ft. Johannes Strate» en algunos países europeos. En 2024, la Promusicae certificó esta versión con un disco de oro, tras vender más de 30 000 unidades en España. En Alemania, estuvo disponible para las radios la edición de estudio de «Passion Rules the Game», mientras que en Francia fue la versión en vivo de «Still Loving You». Asimismo, en los siguientes días del lanzamiento del disco, se publicaron en YouTube los videos en vivo de «Dancing with the Moonlight», «Where the River Flows», «Passion Rules the Game» y «Rock You Like a Hurricane», aunque este último contó con breves imágenes del making of.
Debido al éxito del álbum en Alemania, en 2014, durante el último tramo de la gira Get Your Sting and Blackout llamada Rock N' Roll Forever Tour, la banda interpretó el concierto en vivo en Kempten (28 de abril), Múnich (29 de abril), Colonia (1 de mayo), Hamburgo (2 de mayo) y Stuttgart (4 de mayo). En todos estos espectáculos, fueron apoyados por los músicos Martin Hansen, Mikael Andersson, Ola Hjelm, Hans Gardemar y Pitti Hecht. Cabe señalar que Johan Franzon cubrió el puesto del baterista James Kottak, luego de que este último fuera arrestado en Dubái en abril.

## Recepción

### Crítica especializada
MTV Unplugged - Live in Athens recibió críticas mayormente positivas por parte de la prensa especializada. Gregory Heany, del sitio web AllMusic, expresó que el set se siente «bastante personal» a pesar de haber sido registrado en un recinto grande, pues las canciones revelan emociones y, en el caso de las power ballads, un «nuevo nivel de simplicidad». Cerró su reseña afirmando: «Con dos discos de bondad acústica, los fanáticos de Scorpions definitivamente querrán escuchar esto». Kevin Wierzbicki, de AntiMusic, le dio una calificación de cinco estrellas de cinco posibles y destacó la «flexibilidad» de la banda para añadir nuevos elementos a las canciones, los vocalistas invitados, la habilidad de Schenker y Jabs para tocar la guitarra acústica, la «patentada» voz de Meine y el «ritmo juguetón» de Kottak y Paweł Mąciwoda. Además, añadió que «Scorpions ha lanzado muchos trabajos en vivo, pero ninguno hasta ahora ha estado libre de grandilocuencia» porque «hay mucho más aquí de lo que obtendrías si el mismo set se hubiera reproducido a través de una pila de [amplificadores] Marshalls». Jeb Wright, de Classic Rock Revisited, resaltó los arreglos, la interpretación de los músicos, los artistas invitados y el trabajo de Jabs y Schenker. Además, expresó que Meine era el «hombre que se roba el espectáculo», ya que su «voz es única y sigue sonando fuerte» y «tiene una presencia de confianza». Sobre las canciones, llamó a «Dancing with the Moonlight» «impresionante», destacó el dúo de «In Trance» y la «nueva personalidad» de «Passion Rules the Game». Al finalizar, comentó que el disco «muestra a una banda que se arriesga, pero lo hace con la confianza en sí misma y la pasión necesaria para convertirlo en un gran éxito». Chris Franzkowiak, de la edición alemana de Classic Rock, denominó a los arreglos de buen gusto y estimó que la gran sorpresa es la balada «Love is the Answer». Sin embargo, consideró que la interpretación «bastante indiferente» de Strate en «Rock You Like a Hurricane» le resta un punto.
Mark Uricheck, de la revista estadounidense Elmore Magazine, señaló que la fuerza del álbum reside en las «modificaciones personalizadas» de las canciones y es un «logro sensual en cuanto a arreglos». Además, distinguió el dúo de Meine y Harket en «Wind of Change», así como el de Meine con Cäthe en «In Trance», pues este último «ruge con una sombría intensidad orquestal». A su vez, destacó la interpretación de Gardemar y los acentos folk de «When the Smoke Is Going Down», la balada «Love is the Anwser» y a «Rock You Like a Hurricane», ya que «resuena con un aire wagneriano de inspiración clásica». Chris McHugh, para la también estadounidense Pittsburgh Music Magazine, escribió que los arreglos son «dinámicos y robustos» y cada detalle visual y auditivo hacen que valga la pena ver el espectáculo. Además, reseñó que el sonido es pleno y rico, la calidad es excepcional y la música es perfecta, puesto que «se mantienen fiel al espíritu y energía de Scorpions». En términos generales, reflexionó que «es un set entretenido, aunque un poco relajado y calmado en comparación con el catálogo anterior» de la banda, pero es «imprescindible para cualquier fanático acérrimo de Scorpions». El crítico canadiense Martin Popoff declaró que es una «elaborada e interesante grabación acústica», en donde la banda «configura varios arreglos que aligeran el ritmo de muchos de sus éxitos». Sobre el espectáculo en sí, añadió que está «capturado con mucho esplendor».

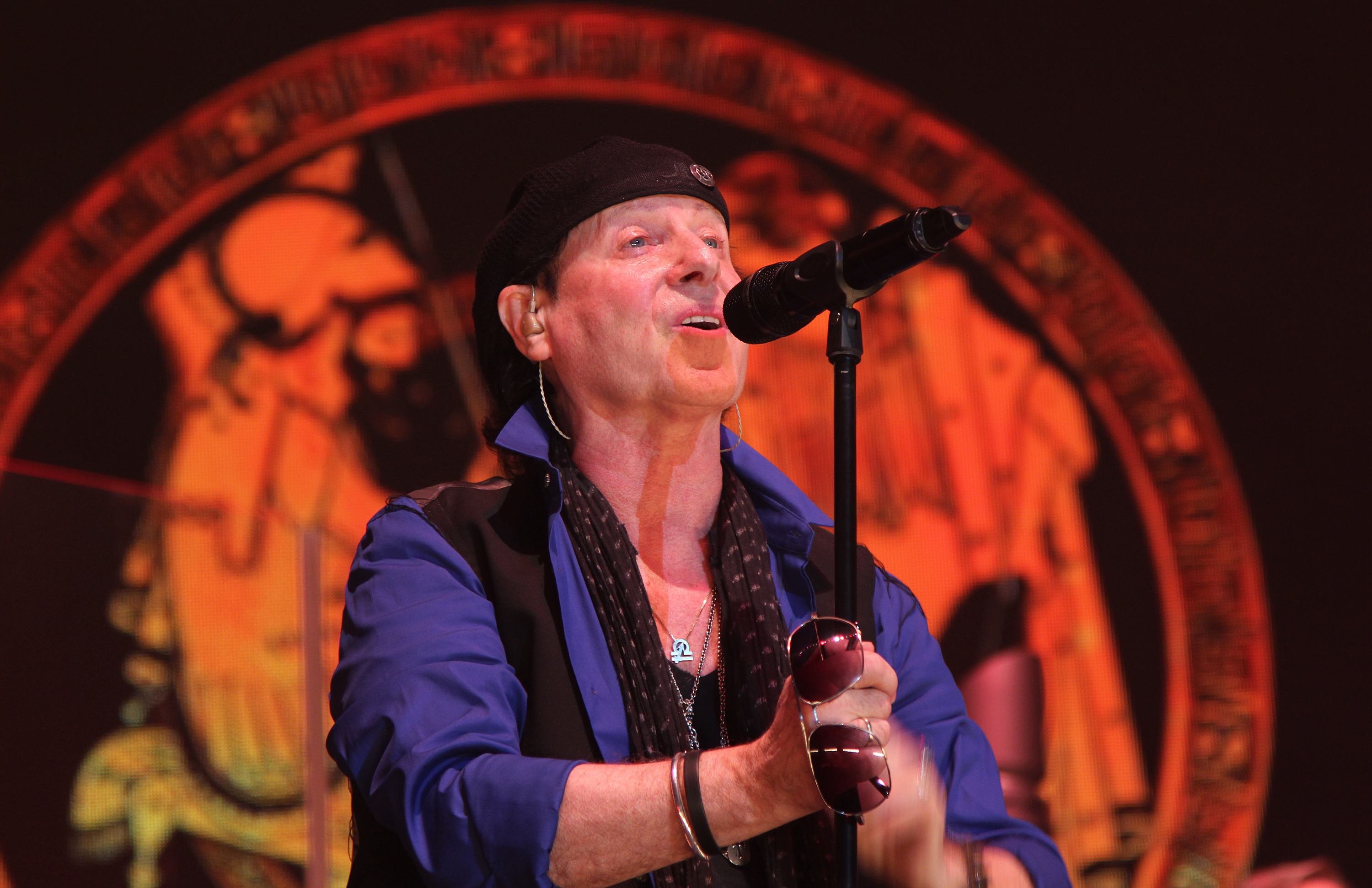
La calidad vocal de Klaus Meine fue uno de los aspectos mejor evaluados por la crítica.

Alexander Kolbe, de la revista alemana Rocks, comentó que la implementación es «emocionante», incluso más que en Acoustica de 2001. Descolló la «variable instrumentación y los modificados arreglos» que, en determinadas canciones, se aventuran en el worldbeat, como la mezcla de folk cajún-griego de «Sting in the Tail», el ambiente indio de «When You Came Into My Lyfe» o el toque del Lejano Oriente de «Passion Rules the Game». Además, estimó que la interpretación de Meine «vuelve a ser magnífica», aunque reparó que «Love is the Answer» es un «mal momento», sobre todo por la entonación vocal de Schenker. Matt Wardlaw, de Ultimate Classic Rock, manifestó que hay una variedad de instrumentación que hace que el material reelaborado se sienta «íntimo», pero, según el autor, lo más interesante es que la banda profundiza en su catálogo de canciones para presentar «sorpresas inesperadas». En resumen, Warlaw comentó que «ofrecen una actuación que tiene un toque bastante satisfactorio». El equipo de Ultimate Guitar opinó que la adición de una sección de cuerdas le otorga una nueva profundidad a las canciones, especialmente en «Blackout». A su vez, afirmó que la voz de Meine aún es admirable y la banda renueva creativamente algunos de sus éxitos, dándoles algo extra para que sigan sonando interesantes. La reseña concluyó: «No importa desde qué lado lo mires, MTV Unplugged es un trabajo sobresaliente al que cualquier fanático del rock debería al menos prestar atención». El canal de televisión alemán VOX lo nombró «otro momento destacado en el repertorio de una banda extraordinaria». Asimismo, observó que tanto las canciones roqueras como las power ballads, independientemente de sus reelaboraciones, no perdieron su clase, ya que «las melodías tienen un atractivo compositivo atemporal».
No obstante, el álbum también recibió reseñas más variadas de algunos medios. Por ejemplo, Guillaume Gaguet, del sitio francés Forces Parallèles, consideró que los arreglos son «innovadores», pero en algunas canciones no son realmente convincentes, como la sección de cuerdas en «Blackout» y «Hit Between the Eyes». A pesar de que algunos motivos de insatisfacción redujeron el impacto del disco, como la presencia de los vocalistas invitados y la decepción de algunos momentos por la multiplicidad de interlocutores, afirmó que el gran mérito de Scorpions es que «respeta el espíritu original de las canciones y les ofrece nuevos adornos muy favorecedores». Kai Butterweck, de la revista en línea alemana Laut.de, comentó que la banda creó un «paquete sonoro coherente y cálido», con atmósferas bailables en «Pictured Life» o un leve guiño a la música mediterránea en «Can't Live Without You» y «Born to Touch Your Feelings». Sobre los cantantes invitados, destacó la «inusual tensión» de la voz áspera de Cäthe y Meine en «In Trance», pero criticó el «papel involuntario de cantante de karaoke inseguro» de Strate en «Rock You Like a Hurricane» y «los versos melodiosos, torpes y sin vida» de Harket en «Wind of Change», en donde Meine «intenta limitar el daño con un patetismo pronunciado con fervor». En cuanto a las nuevas composiciones, Butterweck señaló que solo «Dancing with the Moonlight» y «Delicate Dance» causarán una sensación fuera del club de admiradores de la banda. Si bien estimó que el set es atractivo, hay interpretaciones «bastante ambivalentes».
Por otro lado, gracias a esta producción, la banda recibió dos nominaciones a los premios Echo de Alemania en las categorías de mejor grupo nacional de rock/alternativo y mejor DVD de música.

### Comercial
Álbum
Una vez que salió al mercado, el material logró posiciones medias en las principales listas musicales mundiales. El 13 de diciembre de 2013, debutó en la novena casilla del Media Control Charts de Alemania, y a la semana siguiente logró la quinta como máxima posición. En total, estuvo veintidós semanas y su última aparición ocurrió el 6 de junio de 2014 en la posición 98. Terminó el año 2013 como el septuagésimo cuarto álbum más vendido. Por su parte, en la lista alemana desarrollada por la revista Billboard, también obtuvo el quinto lugar, pero solo permaneció por tres semanas. En ese mismo año, la Bundesverband Musikindustrie (BVMI) certificó a la versión de audio con un disco de oro, tras vender más de 100 000 copias. Por su parte, en 2016, el DVD también logró disco de oro por superar los 25 000 ejemplares.
En Grecia, alcanzó el puesto 8 en Billboard Greece Albums para la semana del 17 de mayo de 2014. En los demás países europeos, MTV Unplugged - Live in Athens obtuvo las casillas 29 en el Schweizer Hitparade de Suiza, 37 en el Ö3 Austria Top 40 de Austria, 50 en el Top 100 Álbumes de España, 90 en el Ultratop de la región Valona de Bélgica y 195 en la región Flamenca del mismo país. En Francia, logró el puesto 85 en el French Albums Chart. Hasta el 2018, la empresa francesa InfoDisc estimó sus ventas en 14 100 unidades, sin tener en cuenta el streaming. Por su parte, en Corea del Sur se situó en el puesto 61 en el Circle Chart.
El 8 de febrero de 2014, entró en la posición 113 del conteo Billboard 200 de los Estados Unidos y permaneció solo una semana. En esa fecha, logró el mismo puesto en Top Album Sales. En los demás recuentos de la revista Billboard, alcanzó el puesto 7 en Top Hard Rock Albums, 27 en Independent Albums, 41 tanto en Top Rock Albums como en Top Rock & Alternative Albums, y 106 en Top Current Album Sales.
DVD
En cuanto al registro audiovisual, para la semana del 15 de diciembre de 2013 logró el puesto 9 en el Musik DVD Charts Top 10 de Suiza. En España, el 2 de diciembre de 2013 debutó en el decimoquinto lugar del Top 20 DVD Musical, y en 2014 reingresó en dos ocasiones: el 5 de mayo en el puesto 17 y el 6 de junio en el 20. Para el 16 de junio, llegó al decimotercer lugar como máxima posición. En el Reino Unido, ocupó la casilla 41 en el UK Music Video Chart para el 14 de diciembre de 2013, mientras que en Suecia se ubicó en la 16. En Francia, terminó el 2013 como el trigésimo tercer DVD más vendido con 3600 copias, mientras que al año siguiente finalizó en el septuagésimo primero con 2100 unidades.

## Lista de canciones
| Versión audio; disco uno |                               |                                                             |          |  |
| N.º                      | Título                        | Escritor(es)                                                | Duración |  |
| 1.                       | «Sting in the Tail»           | Schenker, Meine                                             | 4:38     |  |
| 2.                       | «Can't Live Without You»      | Schenker, Meine                                             | 3:53     |  |
| 3.                       | «Pictured Life»               | Schenker, Meine, Uli Jon Roth                               | 3:56     |  |
| 4.                       | «Speedy's Coming»             | Schenker, Meine                                             | 4:16     |  |
| 5.                       | «Born to Touch Your Feelings» | Schenker, Meine                                             | 6:14     |  |
| 6.                       | «The Best Is Yet to Come»     | Schenker, Eric Bazilian, Fredrik Thomander, Anders Wikström | 5:03     |  |
| 7.                       | «Dancing with the Moonlight»  | Meine, Jabs                                                 | 3:58     |  |
| 8.                       | «In Trance» (dueto con Cäthe) | Schenker, Meine                                             | 4:34     |  |
| 9.                       | «When You Came Into My Life»  | Schenker, Meine, Titiek Puspa, James F. Sundah              | 5:04     |  |
| 10.                      | «Delicate Dance»              | Jabs                                                        | 5:10     |  |
| 11.                      | «Love is the Answer»          | Schenker                                                    | 4:30     |  |
| 12.                      | «Follow Your Heart»           | Meine                                                       | 2:45     |  |

| Versión audio; disco dos |                                                         |                                            |          |  |
| N.º                      | Título                                                  | Escritor(es)                               | Duración |  |
| 13.                      | «Send Me an Angel»                                      | Schenker, Meine                            | 3:57     |  |
| 14.                      | «Where the River Flows»                                 | Schenker, Meine                            | 3:58     |  |
| 15.                      | «Passion Rules the Game»                                | Meine, Herman Rarebell                     | 5:45     |  |
| 16.                      | «Rock You Like a Hurricane» (dueto con Johannes Strate) | Schenker, Meine, Rarebell                  | 4:58     |  |
| 17.                      | «Hit Between the Eyes»                                  | Schenker, Meine, Rarebell, Jim Vallance    | 4:45     |  |
| 18.                      | «Rock 'n' Roll Band»                                    | Meine                                      | 4:32     |  |
| 19.                      | «Blackout»                                              | Schenker, Meine, Rarebell, Sonja Kittelsen | 4:57     |  |
| 20.                      | «Still Loving You»                                      | Schenker, Meine                            | 3:42     |  |
| 21.                      | «Big City Nights»                                       | Schenker, Meine                            | 4:31     |  |
| 22.                      | «Wind of Change» (dueto con Morten Harket)              | Meine                                      | 5:31     |  |
| 23.                      | «No One Like You»                                       | Schenker, Meine                            | 4:39     |  |
| 24.                      | «When the Smoke Is Going Down»                          | Schenker, Meine                            | 3:43     |  |

| Versión en DVD y Blu-ray |                                                              |                                      |          |  |
| N.º                      | Título                                                       | Escritor(es)                         | Duración |  |
| 1.                       | «Sting in the Tail»                                          | Schenker, Meine                      | 4:38     |  |
| 2.                       | «Can't Live Without You»                                     | Schenker, Meine                      | 3:53     |  |
| 3.                       | «Pictured Life»                                              | Schenker, Meine, Roth                | 3:56     |  |
| 4.                       | «Speedy's Coming»                                            | Schenker, Meine                      | 4:16     |  |
| 5.                       | «Born to Touch Your Feelings»                                | Schenker, Meine                      | 6:14     |  |
| 6.                       | «The Best Is Yet to Come»                                    | Schenker, Meine, Thomander, Wikström | 5:03     |  |
| 7.                       | «Dancing with the Moonlight»                                 | Meine, Jabs                          | 3:58     |  |
| 8.                       | «In Trance» (dueto con Cäthe)                                | Schenker, Meine                      | 4:34     |  |
| 9.                       | «When You Came Into My Life»                                 | Schenker, Meine, Puspa, Sundah       | 5:04     |  |
| 10.                      | «Delicate Dance»                                             | Jabs                                 | 5:10     |  |
| 11.                      | «Love is the Answer»                                         | Schenker                             | 4:30     |  |
| 12.                      | «Follow Your Heart»                                          | Meine                                | 2:45     |  |
| 13.                      | «Send Me an Angel»                                           | Schenker, Meine                      | 3:57     |  |
| 14.                      | «Where the River Flows»                                      | Schenker, Meine                      | 3:58     |  |
| 15.                      | «Passion Rules the Game»                                     | Meine, Rarebell                      | 5:45     |  |
| 16.                      | «Rock You Like a Hurricane» (dueto con Johannes Strate)      | Schenker, Meine, Rarebell            | 4:58     |  |
| 17.                      | «Hit Between the Eyes»                                       | Schenker, Meine, Rarebell, Vallance  | 4:45     |  |
| 18.                      | «Drum-Athenica Pitti vs James» (solo de batería y percusión) |                                      | 5:42     |  |
| 19.                      | «Rock 'n' Roll Band»                                         | Meine                                | 4:32     |  |
| 20.                      | «Blackout»                                                   | Schenker, Meine, Rarebell, Kittelsen | 4:57     |  |
| 21.                      | «Still Loving You»                                           | Schenker, Meine                      | 3:42     |  |
| 22.                      | «Big City Nights»                                            | Schenker, Meine                      | 4:31     |  |
| 23.                      | «Wind of Change» (dueto con Morten Harket)                   | Meine                                | 5:31     |  |
| 24.                      | «No One Like You»                                            | Schenker, Meine                      | 4:39     |  |
| 25.                      | «When the Smoke Is Going Down»                               | Schenker, Meine                      | 3:43     |  |
| 26.                      | «Scorpions plus guest - Documental making of»                |                                      | 41:41    |  |

| Edición MTV Unplugged - The Studio Edits |                                                         |                                |          |  |
| N.º                                      | Título                                                  | Escritor(es)                   | Duración |  |
| 1.                                       | «Dancing with the Moonlight»                            | Meine, Jabs                    | 3:29     |  |
| 2.                                       | «Rock You Like a Hurricane» (dueto con Johannes Strate) | Schenker, Meine, Rarebell      | 3:56     |  |
| 3.                                       | «Where the River Flows» (dueto con Ina Müller)          | Schenker, Meine                | 3:55     |  |
| 4.                                       | «In Trance» (dueto con Cäthe)                           | Schenker, Meine                | 3:51     |  |
| 5.                                       | «Born to Touch Your Feelings»                           | Schenker, Meine                | 4:02     |  |
| 6.                                       | «Passion Rules the Game»                                | Meine, Rarebell                | 4:02     |  |
| 7.                                       | «When You Came Into My Life»                            | Schenker, Meine, Puspa, Sundah | 3:32     |  |
| 8.                                       | «Rock You Like a Hurricane»                             | Schenker, Meine, Rarebell      | 3:56     |  |
| 9.                                       | «Where the River Flows»                                 | Schenker, Meine                | 3:55     |  |
| 10.                                      | «In Trance»                                             | Schenker, Meine                | 3:51     |  |

## Posicionamiento en listas musicales
| País           | Lista (2013-2014)                       | Posición |
| -------------- | --------------------------------------- | -------- |
| Alemania       | Billboard Germany Albums                | 5        |
| Alemania       | Media Control Charts                    | 5        |
| Austria        | Ö3 Austria Top 40                       | 37       |
| Bélgica        | Ultratop 200 Albums                     | 195      |
| Bélgica        | Ultratop (Valona)                       | 90       |
| Corea del Sur  | Circle Chart                            | 61       |
| Estados Unidos | Billboard 200                           | 113      |
| Estados Unidos | Billboard Top Album Sales               | 113      |
| Estados Unidos | Billboard Top Current Albums            | 106      |
| Estados Unidos | Billboard Top Hard Rock Albums          | 7        |
| Estados Unidos | Billboard Independent Albums            | 27       |
| Estados Unidos | Billboard Top Rock Albums               | 41       |
| Estados Unidos | Billboard Top Rock & Alternative Albums | 41       |
| España         | Top 100 Álbumes                         | 50       |
| Francia        | French Albums Chart                     | 85       |
| Grecia         | Billboard Greece Albums                 | 8        |
| Suiza          | Schweizer Hitparade                     | 29       |
| País           | Lista (2015)                            | Posición |
| Bélgica        | Ultratop (Valona)                       | 187      |

| País     | Lista (2013)         | Posición |
| -------- | -------------------- | -------- |
| Alemania | Media Control Charts | 74       |

| País        | Lista (2013-2014)       | Posición |
| ----------- | ----------------------- | -------- |
| España      | Top 20 DVD Musical      | 13       |
| Reino Unido | UK Music Video Chart    | 41       |
| Suecia      | Sverigetopplistan       | 16       |
| Suiza       | Musik DVD Charts Top 10 | 9        |

| País     | Lista (2013)      | Posición |
| -------- | ----------------- | -------- |
| Francia  | French DVD Charts | 33       |
| País     | Lista (2014)      | Posición |
| Francia  | French DVD Charts | 71       |
| País     | Lista (2019)      | Posición |
| Portugal | AFP Top 200 DVD   | 33       |
| País     | Lista (2020)      | Posición |
| Portugal | AFP Top 200 DVD   | 19       |
| País     | Lista (2022)      | Posición |
| Portugal | AFP Top 200 DVD   | 43       |

## Certificaciones
Disco compacto
| País     | Organismo certificador | Certificación | Ventas certificadas | Ref.   |
| -------- | ---------------------- | ------------- | ------------------- | ------ |
| Alemania | BVMI                   | Oro           | 100 000             | [ 75 ] |

DVD
| País     | Organismo certificador | Certificación | Ventas certificadas | Ref.   |
| -------- | ---------------------- | ------------- | ------------------- | ------ |
| Alemania | BVMI                   | Oro           | 25 000              | [ 75 ] |

## Créditos
| Scorpions - Klaus Meine: voz y guitarra electroacústica en «Follow Your Heart» - Rudolf Schenker: guitarra acústica, sitar y voz en «Love is the Answer» - Matthias Jabs: guitarra - Paweł Mąciwoda: guitarra - James Kottak: batería Músicos de acompañamiento - Mikael Andersson: guitarra, mandolina, slide, guitarra Weissenborn y coros - Martin Hansen: guitarra, armónica, piano y coros - Ola Hjelm: guitarra y coros - Hans Gardemar: acordeón, piano y coros - Ingo Powitzer: guitarra y guitarra barítono - Pitti Hecht: percusión y coros - Dimitra Kokkori: relatadora de la poesía final de «Born to Touch Your Feelings» Vocalistas invitados - Cäthe: voz en «In Trance» - Johannes Strate: voz en «Rock You Like a Hurricane» - Morten Harket: voz en «Wind of Change» - Ina Müller: voz en la versión de estudio de «When the River Flows» The Strings from Heaven (sección de cuerdas) - Irina Shalenkova: violín (líder) - Elena Shalenkova y Ewa Moszynska: violín - George Gaitanos y Lilia Giousoupova: viola - Alexandros Botinis y Marcela Bassiou-Bineri: violoncello | - Mikael Andersson y Martin Hansen: producción - Mats Lindorfs: masterización - Sven Offen: dirección del registro audiovisual - Jörg Jungwrirth: representante de producción |

Fuente: Folleto de notas de MTV Unplugged - Live in Athens (Tour Edition).